# 一党優位政党制
一党優位政党制（いっとうゆういせいとうせい、英語: predominant-party system, dominant-party system）は、自由民主主義国家の多党制自由選挙の下で、一つの主要政党が投票者の多数に支持され続けることによって、政権を握り続ける政党制である。一党優位制とも。イタリアの政治学者ジョヴァンニ・サルトーリが1970年代に提唱した概念である。非自由選挙の社会主義国（共産主義国）における一党独裁やヘゲモニー政党制とは区別される。

## 用語
サルトーリが「一党優位」に用いた英語はpredominantで、それまで通用していたdominantより弱い語として起用された。dominantは日本語では支配・優位いずれにも訳すことができ、実際両方に訳されていたので、predominantに「一党優位」の語が用いられた。
サルトーリの説は後の政党研究を規定したものの、なお実際に適用し難い部分が残っていた。後の研究者はサルトーリの概念を念頭に、これを修正してしばしば呼び名を違えた。支配政党制（dominant-party system）、一党支配体制（one-party dominant regime）、そしてもちろん一党優位政党制（predominant-party system）が、ほぼ同じものを指す用語として使われている。

## 概要
一党優位政党制は、従来一党制という名で一括されていたものの中から、公正な自由選挙が実施されている政党制を抜き出したものである。一党が他党を引き離す「優位」を持っている政党制は、自由民主主義体制下である場合と非自由民主主義体制下である場合があるものの、一党優位政党制は前者を指す。
サルトーリは、一党優位政党制を、支配政党制の概念の曖昧さに対する批判として提出した。サルトーリは、自由選挙が実施されている環境下で、第1党と第2党の議席占有率の差が大きいことと、第1党が3期から4期連続して政権についていることを要求した。その例として、インド（インド国民会議が優位だったジャワハルラール・ネルー、インディラ・ガンディーの時代）、日本（55年体制における自由民主党による政権の独占）などを挙げた。サルトーリは、一党優位政党制は分極的多党制に近いものと考えており、その共通特徴は認められるので、これらのグループを一党制やヘゲモニー政党制から分けたのである。そして共通特徴から見て一党優位政党制における優位政党の支配が崩れれば、分極的多党制へ変化すると予測される。

### 冷戦の影響
日本の自民党政権、イタリアのキリスト教民主党連立政権などが、冷戦と第一野党のおかげで一党優位政党制を築けた代表例との意見がある。日本とイタリアは、与党が自由民主主義体制（資本主義体制とほぼ同義）を支持する政党であった一方で、戦後の冷戦下の第一野党である日本社会党とイタリア共産党がマルクス主義（社会主義や共産主義）のイデオロギーを掲げ続けたことで有権者の自由民主主義体制を支持する層やサイレントマジョリティに政権交代へ恐怖を抱かせ続けた。ソ連崩壊で自由民主主義体制の勝利が確定すると、両国のような第一野党は社会民主主義や第三の道など中道左派への転換に追い込まれ、大規模な政党再編成が起こった。日本でも1993年に政権交代が起きた。
日本では、自由民主党が選挙で議席の絶対多数を占める保守一党優位政党制（55年体制）は約40年近く続いたが、1993年の衆議院総選挙で自由民主党が衆議院議席数の過半数を初めて割り込み、日本新党党首の細川護煕による非自民8党の連立政権が成立した。8党連立政権自体は短命であったものの、この連立政権成立時に55年体制は崩壊したと見なされている。
1993年以降の日本は、分極的多党制へ一旦は変化した。しかし、最終的にその後もほとんどの期間を自民党中心の政権が占めている（一党優位政党制が継続している）上、政党の離合集散により、この議論は複雑なものとなっている。また、サルトーリ自身は例として挙げていないが、1970年代までのスウェーデン・社民党優位の政党制、1990年代までのイタリア・キリスト教民主党優位の政党制を一党優位政党制に含めることが妥当であるとの有力な見解もある（ただし、典型的な一党優位政党制とは異なり、これらの国では投票率における低下などの問題はないほか、前者は北欧五党制が主体で、後者は分極的多党制が主体である）。

### 政権交代
一党優位政党制は一党独裁制やヘゲモニー政党制とは異なり、政権はあくまでも民主主義的かつ公正な選挙で選ばれるため、政権交代は理論上起こり得るし、実際に起こることもある。インド国民会議派を下野させたインド人民党はそのポジションを奪取している。
しかし平成時代の日本では、政権交代を達成したそれまでの野党（新与党）の政権運営は旧与党（自民党）出身のメンバーがいたものの混乱し、短命に終わるばかりか、次の選挙では政権復帰を果たした自民党による一党優位政党制がさらに強まるという事態が生じた。さらに、自民党から政権交代を果たした政党のほぼ全てが、次の自民党政権時代の離合集散により消滅している（後述）。

## 日本における事例

### 概要
日本の政治は55年体制の成立以降、自由民主党（自民党）による一党優位政党制に置かれているとされている。日本では「一党優位」という表現に代わって、「一強」「一強政治」「一強多弱（他弱）」などとも評される。
1955年（昭和30年）の自民党結党以降2024年（令和6年）末までの約69年間のうち、同党が野党だったのは1993年8月9日の細川内閣成立から1994年6月30日の自社さ連立政権成立までの326日間（非自民・非共産連立政権）および2009年9月16日の鳩山由紀夫内閣成立から2012年12月26日の野田内閣退陣までの1198日間（民主党政権）の合計1524日で、これは4年強に過ぎず、69年間のうちの65年、約94％の期間を自民党政権が占めている。
さらに自民党は、自由党と日本民主党とが合併して成立した時点から与党であり（自民党成立前後も首相は鳩山一郎で変わっていない）、前身の政党を含めると1948年（昭和23年）の第2次吉田内閣以降、76年間のうち72年間を自民党並びにその前身政党による政権が担い、また1948年から1993年まで45年連続で政権を担ったこととなる。
自民党として初めて衆議院選挙に臨んだ1958年の第28回衆議院議員総選挙から2024年の第50回衆議院議員総選挙まで、自民党は23回の衆議院選挙を戦っているが、自民党が政権を失った選挙は上記の2回のみ（勝率約92％）で、うち1回、細川内閣成立時には第1党の座にとどまっていたことを考えれば、23回の選挙のうち22回、約95％の選挙において最大議席を獲得したことになる。また、23回の選挙のうち14回の選挙で単独過半数を上回る議席を獲得している。ただし、後述のように2024年の衆議院選挙では自民党は第1党と政権与党という立場を維持したものの、連立相手である公明党の議席数を合わせても議席の半数を下回り少数与党となった。
『日本大百科全書』では、自民党政権の一党優位政党制を「世界的にもまれな長期の一党優位政党制」と評している。
55年体制下では、社会党に顕著に見られたように、野党が野党であることに安住し、勢力拡大のための候補者増や政策転換に消極的になるという傾向もあった。事実、社会党は中選挙区制時代に単独過半数になり得る候補者を擁立したことがほとんどなかった他、小選挙区比例代表並立制導入後も、例えば民主党が政権を失ってから最初に行われた2014年の衆議院選挙において、民主党の候補者数は過半数に満たなかった。全員が当選したとしても過半数に満たない立候補者数では、数の論理から言っても政権交代は当然に不可能である。
1993年に55年体制は崩壊し、二大政党制への移行の動きがあったものの、その後2012年の政権交代から再び自民党の一党優位政党制状態となった。2024年の総選挙で久々に自公連立与党は過半数割れとなり、以後は少数与党による政権運営という新たな様相を呈している。

### 中選挙区制時代
自民党は1955年から1993年までの38年間、連続して政権を担っていた。
自民党内の首相交代、派閥間の政権移譲（特に中選挙区制時代）を「疑似的な政権交代」と見る意見もある。一方で伊東正義は「党首の代替わりに過ぎず、政権移動ではない」とする。
また、55年体制に関して社会党との二大政党制を唱える説もあるが、結果的に1993年までの38年間、社会党が与党となったことはなかった。これをもって「1と2分の1政党制」ともいう。

### 小選挙区制時代
1993年に55年体制は崩壊し、混迷が続いた。結局は自民党が復活したが、連立政権に移行し、自社さ連立政権下では、自民党は与党ながらも首相は社会党の村山富市であったこともあった。1999年以降は自民党は公明党と連立与党を組み（自公連立政権）、その状況が続いている。
日本の選挙制度は1994年の細川政権による公職選挙法改正により、中選挙区制から小選挙区制（小選挙区比例代表並立制）に変わっている。これはかつての自民党による派閥政治を改める目的の他、一党優位政党制をやめ、日本に二大政党制を作る目的をもって行われたものである。
しかし、小選挙区制導入による二大政党制への試みは結果として失敗したばかりか、さらなる一強多弱（自民党による一層盤石な一党優位政党制）を生み出してしまったと一橋大学教授の中北浩爾は指摘している。事実、民主党下野後、首相に返り咲いた安倍晋三による第2次安倍政権は7年8か月という憲政史上最長の長期政権となり、その要因には「多弱野党」の存在が挙げられている。また中北は、歴史が長く様々なノウハウを持つ自民党と野党との非対称性を考えると、日本において二大政党制が根付くのは困難とも指摘している。
自民党が野党であった時代に政権を担った政党は、非自民・非共産連立政権と民主党政権で合計11の政党が存在するものの、これらの政党で現在も存続しているのは、1999年以来自民党と連立を組んでいる公明党（再建）と、2024年の総選挙後時点で辛うじて衆議院・参議院にそれぞれ1議席を持つ社民党のみであり、残りの政党は離合集散によって消滅している。

## スウェーデンにおける事例
1920年に初めて政権与党となったスウェーデン社会民主労働党は、1932年から2021年現在までの89年間のうち、1936年6月から9月までの約3か月間、1976年から1982年までの約6年間、1991年から1994年までの約3年間、2006年から2014年までの約8年間の合計約17年強の期間を除き、72年間、約81％の期間で政権与党であった。
また、1936年から1976年まで約40年間連続で政権を担っており、これは日本における自民党政権の連続記録よりも長い。ただし前述したように、直接の前身政党も含めた場合、自民党の方が長い。また、冷戦下の中選挙区時代に自民党が1955年から1993年まで選挙で両院の単独過半数を獲得し続けたのに対し、スウェーデン社会民主労働党の場合は北欧五党制のため、1932年以来26回行われている議会選挙で単独過半数を獲得したのは1940年と1968年の2回の選挙でのみである。

## イタリアにおける事例
イタリアのキリスト教民主党は、1945年にアルチーデ・デ・ガスペリが首相となってから、1994年の解散に至るまで約49年間、連立を組み替えながら一度も下野することなく政権与党の座を維持し続けた。
しかし、1990年代初頭に多数の汚職事件が発覚、1994年に至ってそのまま党は分裂・解散に追い込まれた。なお、この間の選挙で単独過半数を得たことは一度もなかった。

## インドにおける事例
インド国民会議は、1947年のインド独立後から1996年までの49年間のうち、1977年から1980年までの約3年間および1989年から1991年までの約2年間の合計約5年間を除く、約90％の期間で政権与党であった。この間、下院に当たるローク・サバーにおいて11回の選挙があったが、野党に転落した3回の選挙と1991年の選挙1回を除いた7回の選挙で単独過半数であった。
しかし1996年の総選挙に敗れると、以降2021年現在までの25年間のうち、2004年から2014年までの10年間を除く期間を除いて野党の座に甘んじており、インド国民会議による一党優位政党制は完全に崩壊している。

## オーストラリアにおける事例
オーストラリア自由党は1949年から1983年までの34年間のうち、1972年から1975年までの約3年間を除く約31年間、約91％の期間で政権与党であった。しかし1983年からは、分裂状態に陥った影響で党勢が振るわなくなり、1996年にジョン・ハワードが再び政権を奪取するまで13年もの長期にわたる野党生活を強いられた。その後、現在まで有力政党として政権を担っているものの、6年間野党の座に甘んじている期間があるなど、一党優位政党制が復活しているとはいえない状態である。

## 各国の比較
| 完全民主主義 9.00–10.00 8.00–8.99 | 欠陥民主主義 7.00–7.99 6.00–6.99 | 混合政治体制 5.00–5.99 4.00–4.99 | 独裁政治体制 3.00–3.99 2.00–2.99 1.00–1.99 0.00–0.99 | データなし |

EIUによる2023年民主主義指数の地図
完全民主主義
9.00–10.00
8.00–8.99
欠陥民主主義
7.00–7.99
6.00–6.99
混合政治体制
5.00–5.99
4.00–4.99
独裁政治体制
3.00–3.99
2.00–2.99
1.00–1.99
0.00–0.99
データなし

ここでは、民主主義指数において「欠陥のある民主主義」以上で非独裁体制国家でありながら、サルトーリが定義した「第1党が3期から4期連続して政権についていること」の両方を満たした国を主に掲載する。
| 国               | 政党                       | 現状 | 優位期間・年数                                                                                     | 与党期間 割合 | 備考 |
| ---------------- | -------------------------- | ---- | -------------------------------------------------------------------------------------------------- | ------------- | --- |
| 日本             | 自由民主党                 | 存続 | 1955年 -1993年7月（ 第40回衆議院議員総選挙） 2012年12月16日（ 第46回衆議院議員総選挙）-現在 約67年 | 約62年 約94%  | 1999年から現在まで公明党と連立政権を構成している（自公連立政権）。 1993年に55年体制による一党優位政党制が崩壊し、翌1994年に政権与党に復帰するも、2009年に再び下野し二大政党制に移行するかに思われたが、2012年の政権交代から再び一党優位政党制となった。 |
| インド           | インド国民会議             | 下野 | 1947年 - 1996年 約49年                                                                             | 約44年 約90％ | |
| オーストラリア   | オーストラリア自由党       | 下野 | 1949年 - 1983年 約34年                                                                             | 約31年 約91％ | |
| イタリア         | キリスト教民主党           | 解散 | 1945年 - 1994年 約49年                                                                             | 約49年 100％  | |
| スウェーデン     | スウェーデン社会民主労働党 | 存続 | 1932年 - 現在 約89年                                                                               | 約72年 約81％ | |
| ナミビア         | 南西アフリカ人民機構       | 存続 | 1990年 - 現在 約34年                                                                               | 約34年 約90%  | |
| 南アフリカ共和国 | アフリカ民族会議           | 存続 | 1994年 - 現在 約30年                                                                               | 約30年 約80%  | |